# 허쩌후이

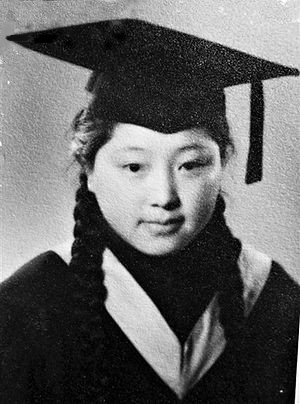
허쩌후이의 졸업 사진 (1936년)

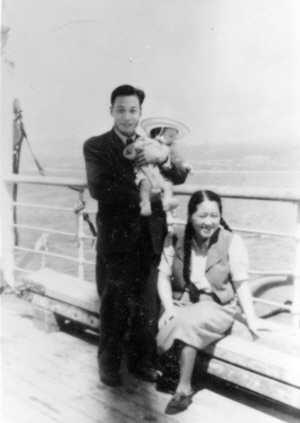
허쩌후이와 첸싼창 부부 (1941년)

허쩌후이(중국어: 何澤慧, 1914년 3월 5일 ~ 2011년 6월 20일)는 중국 출신의 핵물리학자로 중국의 마리 퀴리로 불린다.

## 생애

### 대학 생활, 유학 생활
- 1914년 3월 5일 장쑤성 쑤저우시에서 태어났다.
- 1932년 칭화대 물리학과에 입학했다.
- 1936년 칭화대 물리학과를 수석으로 졸업한 후 고향에서 지급하는 장학금으로 탄도미사일 만드는 법을 배우기 위하여 독일로 유학을 갔다.
- 1943년 4월 8일 밤 프랑스 파리의 중국영사관에서 첸싼창과 결혼했다.

### 중국 귀국
- 1948년 귀국한 후에는 중국과학원 근대물리연구소, 중성자물리연구실 등에서 일했다.
- 1960년대 초 원자력연구소 부소장으로 칭화대 물리학과 동기생이자 남편인 첸싼창과 함께 중국의 독자적인 원자탄과 수소폭탄 제조를 위한 이론 개발을 책임졌다.
- 2011년 6월 20일 베이징시에서 사망했다.

## 업적
- 독일로 유학을 가서 베를린 고등공업대에서 탄도학 논문으로 물리학 박사 학위를 받았다.
- 지멘스 약전류실험실과 하이델베르크 황실대 핵물리연구소 등에서 일하면서 양이온과 음이온의 탄성충돌 현상을 발견해 영국 네이처지의 호평을 받았다.
- 1947년 핵의 삼분열과 사분열 현상(우라늄의 새로운 핵분열 방식)을 발견하여 세계 물리학계에 큰 반향을 일으켰다.
- 1958년 중국의 첫 핵반응로와 입자가속기를 만들었다.
- 1980년 중국 최고 과학자에게 주는 '중국과학원 원사' 칭호를 받았다.

## 경력
- 1940년 지멘스 약전류실험실 연구원
- 1943년 독일 하이델베르크대학교 핵물리연구소 연구원
- 1946년 프랑스 콜레주 드 프랑스 핵화학실험실 연구원
- 1948년 중국과학원 근대물리연구소 연구원
- 1958년 중성자 물리연구실 연구원
- 1960년 중국 원자력연구소 부소장
- 1973년 중국과학원 고에너지 물리학 부국장
- 1980년 중국과학원 고에너지 물리학 원사